# Fenestra
Fenestra is een geslacht van rechtvleugeligen uit de familie veldsprinkhanen (Acrididae). De wetenschappelijke naam van dit geslacht is voor het eerst geldig gepubliceerd in 1895 door Giglio-Tos.

## Soorten
Het geslacht Fenestra omvat de volgende soorten:
- Fenestra bohlsii Giglio-Tos, 1895
- Fenestra ensicorne Rehn, 1913
- Fenestra orientalis Bruner, 1913
- Fenestra platyceps Hebard, 1924